# المزامة
المزامة هي مدينة من القرون الوسطى، أسسها بنو صالح من إمارة نكور في القرن التاسع الميلادي، وهي تقع على مقربة من شاطئ سونيا في وسط غابة في مقاطعة الحسيمة، بالمغرب. تم التخلي عن المدينة ودمرت في القرن السابع عشر ميلادي، وهذا في وقت حكم سلالة العلويين الفيلاليين.
الحفريات التي بدأ التنقيب عنها في عام 2010، كانت قادرة على الوصول إلى العديد من الآثار من بينها المعاقل العسكرية المحصنة التي تقع في وسط الجزء العلوي من الموقع، وكذلك سور المدينة، وقد تم مسح واستكشاف عدة أمتار في الجهة الجنوبية والشمالية الغربية، وبعض الأجزاء في الجزء الشمالي من جانب البحر.